# La donna, il sesso e il superuomo
La donna, il sesso e il superuomo è un film del 1967, diretto da Sergio Spina. È una commedia satirica fantascientifica. Il film fu presentato alla XXXI edizione del Festival di Locarno e fu distribuito anche con il titolo di Fantabulous.

## Trama
Rapito dal folle professor Beethoven, Richard viene trasformato in un superuomo guidato da un cervello elettronico. Vedendo la sua fidanzata, però, va in tilt e torna normale.